# Wakame
Wakame (Undaria pinnatifida) é uma macroalga, algumas vezes encontrada à venda como Wakama. É utilizada para melhoria do sistema circulatório. Possui grandes concentrações de cálcio e iodo.
O wakame tem  é usado tradicionalmente para alimentação no leste da Ásia, e os agricultores do mar no Japão cultivam wakame desde o século VIII (período Nara). Desde 2018 , o Grupo de Especialistas em Espécies Invasoras listou as espécies em sua lista das 100 piores espécies invasoras do mundo.

## Nomes
O nome comum principal é derivado do nome japonês wakame (ワカメ,わかめ,若布,和布).
- Em inglês, também pode ser chamado de sea mustard (mostarda do mar).[7]
- Na China, é chamado qúndài cài (裙带菜).[8]
- Em francês, é chamado wakamé ou fougère des mers (samambaia do mar).
- Na Coreia, é chamado miyeok ( 미역 ).[8]

## Etimologia
Em japonês antigo, me significava algas comestíveis em geral, em oposição a mo para algas em geral . Em kanji, 海藻,軍布 e 和布 foram aplicados para transcrever a palavra. Entre as algas, o wakame provavelmente era o mais consumido, portanto me especialmente significava wakame. Expandiu-se mais tarde para outras algas como kajime, hirome (kombu), arame e outras. Wakame é derivado de waka + me (若布, lit. 'alga jovem'). Se o waka é um prefixo eulogístico, o mesmo que o tama de tamagushi, wakame provavelmente representava algas marinhas em geral em eras antigas. No Man'yōshū, além de 和可米e稚海藻(ambos são lidos como wakame ), nigime (和海藻, wakame macio) pode ser visto. Além disso, tamamo (玉藻, lit. 'bela alga'), que frequentemente aparecia no Man'yōshū, pode ser wakame dependendo dos poemas.

## História no Ocidente
A primeira aparição em documentos ocidentais está provavelmente em Nippo Jisho (1603), como Vacame .
Em 1867, a palavra wakame apareceu em uma publicação em inglês, A Japanese and English Dictionary, de James C. Hepburn.

## Saúde
Estudos realizados na Universidade de Hokkaido descobriram que um composto em wakame conhecido como fucoxantina pode ajudar a queimar o tecido adiposo. Estudos em camundongos mostraram que a fucoxantina induz a expressão da proteína de queima de gordura UCP1 que se acumula no tecido adiposo ao redor dos órgãos internos. A expressão da proteína UCP1 foi significativamente aumentada em camundongos alimentados com fucoxantina. Wakame também é usado em tratamentos de beleza tópicos. Veja também Fucoidan .
Wakame é uma fonte de ácido eicosapentaenóico, um ácido graxo ômega-3 . Contendo mais de de 400 mg/(100 kcal) ou quase 1mg/kJ, tem uma das maiores proporções por caloria para este nutriente,  em especial entre fontes vegetarianas. 10-20 g (1-2 colheres de sopa) de wakame contém aproximadamente 3.75 to 7.5 kcal (16 to 31 kJ) e fornece 15-30 mg de ácidos graxos ômega-3. Wakame também tem altos níveis de sódio, cálcio, iodo, tiamina e niacina .
Na medicina oriental tem sido usado para "purificação do sangue", fortalecimento intestinal, pele, cabelo, órgãos reprodutivos e regularidade menstrual.

## Aquicultura
Os aquicultores japoneses e coreanos cultivam wakame há séculos e ainda são os principais produtores e consumidores. Wakame também é cultivado na França desde 1983, em campos marinhos estabelecidos perto das margens da Bretanha .
O wakame selvagem é colhido na Tasmânia, Austrália, e vendido em restaurantes em Sydney e também colhido de forma sustentável nas águas do Estreito de Foveaux em Southland, Nova Zelândia e liofilizado para varejo e uso em produtos .

## Cozinha
As folhas de wakame são verdes e têm um sabor sutilmente doce e textura acetinada. As folhas devem ser cortadas em pedaços pequenos, pois se expandem durante o cozimento.

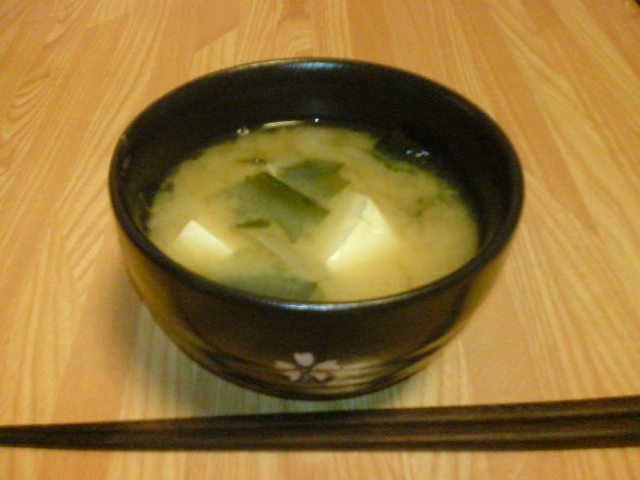
Sopa de missô japonesa com tofu, wakame e cebolinha
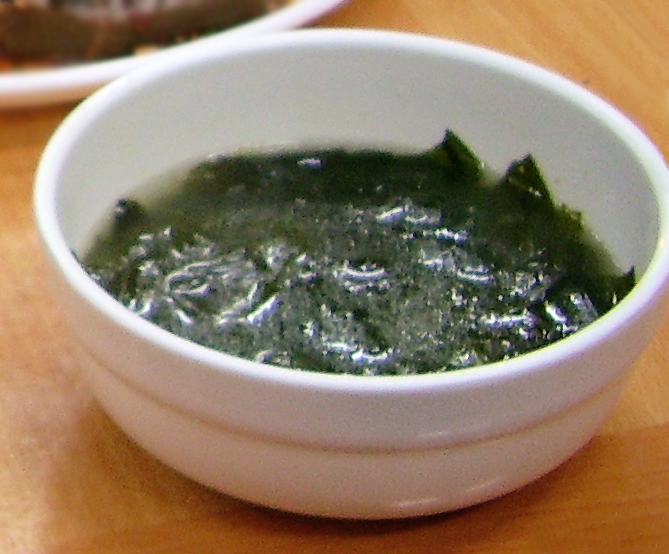
Miyeok guk, uma sopa coreana feita com miyeok
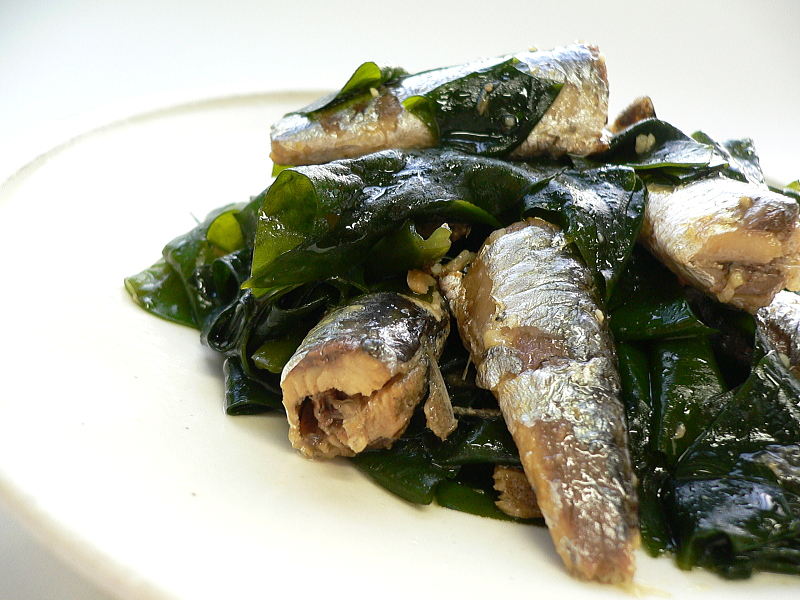
Um prato japonês que consiste em wakame com sardinhas

## Espécie invasiva

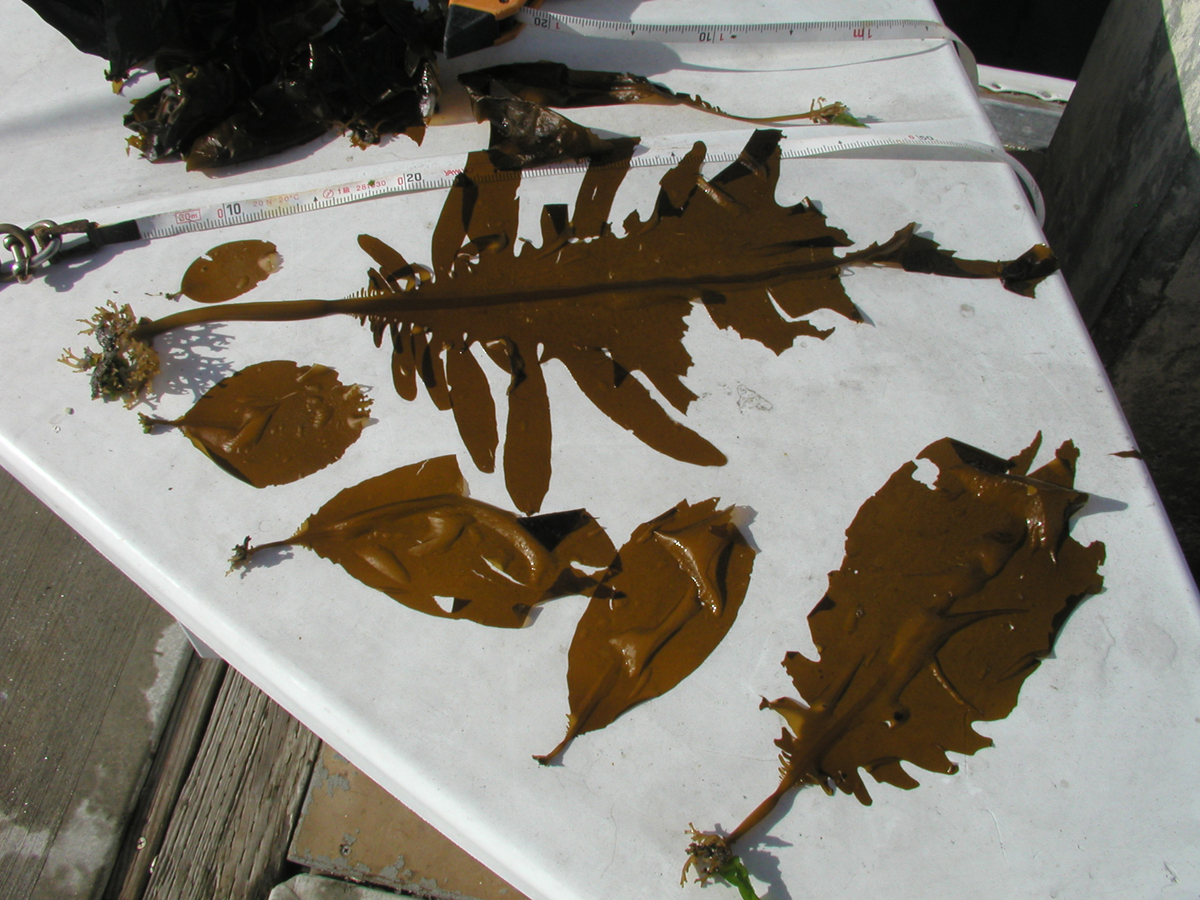
Estágios de crescimento de Undaria pinnatifida, de brotos a adultos jovens. Espécimes de Monterey Harbour, Califórnia.

Nativo de áreas costeiras temperadas frias do Japão, Coréia, China e Rússia, nas últimas décadas se estabeleceu em regiões temperadas ao redor do mundo, incluindo Nova Zelândia, Estados Unidos, Bélgica, França, Grã-Bretanha, Espanha, Itália, Argentina, Austrália e México. Em 2025 foi encontrada em Portugal na costa de Viana do Castelo.
Foi nomeado uma das 100 piores espécies invasoras do mundo.
A Undaria é comumente introduzida ou registrada inicialmente em estruturas artificiais, onde sua estratégia de crescimento r facilita a proliferação e a disseminação para locais de recifes naturais. As populações de Undaria fazem contribuem significativamente, mas inconsistentemente, com alimentos e habitat para os recifes entre-marés e sub-marés. A invasão de Undaria pode causar alterações na composição da comunidade nativa em todos os níveis tróficos. Além de aumentar a produtividade primária, pode reduzir a abundância e diversidade das assembleias de algas do sub-bosque, superar algumas espécies de macroalgas nativas e afetar a abundância e composição de epibiontes e macrofauna associados: incluindo gastrópodes, caranguejos, ouriços e peixes.

### Nova Zelândia
Na Nova Zelândia, a Undaria pinnatifida foi declarada como um organismo indesejado em 2000 sob a Lei de Biossegurança de 1993. Foi descoberto pela primeira vez no porto de Wellington em 1987, tendo provavelmente chegado como incrustação no casco de navios de navegação ou pesca da Ásia.
O wakame atualmente é encontrado em grande parte da Nova Zelândia, da Ilha Stewart até o norte até as águas subtropicais da Península Karikari Ele se espalha de duas maneiras: naturalmente, através dos de esporos microscópicos, e através da disseminação mediada pelo homem, mais comumente através de incrustações no casco e com equipamentos agrícolas marinhos. É uma espécie altamente bem sucedida e fértil, o que a torna uma invasora séria. No entanto, seus impactos não são bem compreendidos e variam de acordo com o local.
Mesmo sendo uma espécie invasora, em 2012 o governo permitiu o cultivo de wakame em Wellington, Marlborough e Banks Peninsula.

### Estados Unidos
A alga foi encontrada em vários portos no sul da Califórnia . Em maio de 2009 foi descoberto na Baía de São Francisco e esforços estão em andamento para removê-lo antes que se espalhe.